# Gstadt am Chiemsee
Gstadt am Chiemsee là một đô thị ở huyện Rosenheim bang Bayern thuộc nước Đức.

## Địa lý
Gstadt nằm cách Prien am Chiemsee khoảng 10 km, cách Bad Endorf 12 km, cách Rosenheim 26 km, cách Wasserburg am Inn 32 km và cách Traunstein 24 km. Cách đó 15 km là xa lộ liên bang 8 (ngã ba Bernau am Chiemsee), ga xe lửa gần nhất nằm ở Prien am Chiemsee. Gstadt có một cảng cho các tàu bè thường xuyên chạy đến Herrenchiemsee và Frauenchiemsee. Nó kết nối với các làng xã của vùng Thượng Bayern bằng tuyến xe buýt 9520. Đường này nối Gstadt am Chiemsee với Prien am Chiemsee, Rimsting, Breitbrunn am Chiemsee, Seebruck, Chieming và Traunstein.
Grundlose See cũng nằm trong thị xã.